# Lychnosea reversaria
Lychnosea reversaria är en fjärilsart som beskrevs av Dyar 1920. Lychnosea reversaria ingår i släktet Lychnosea och familjen mätare. Inga underarter finns listade i Catalogue of Life.